# Westerzgebirge

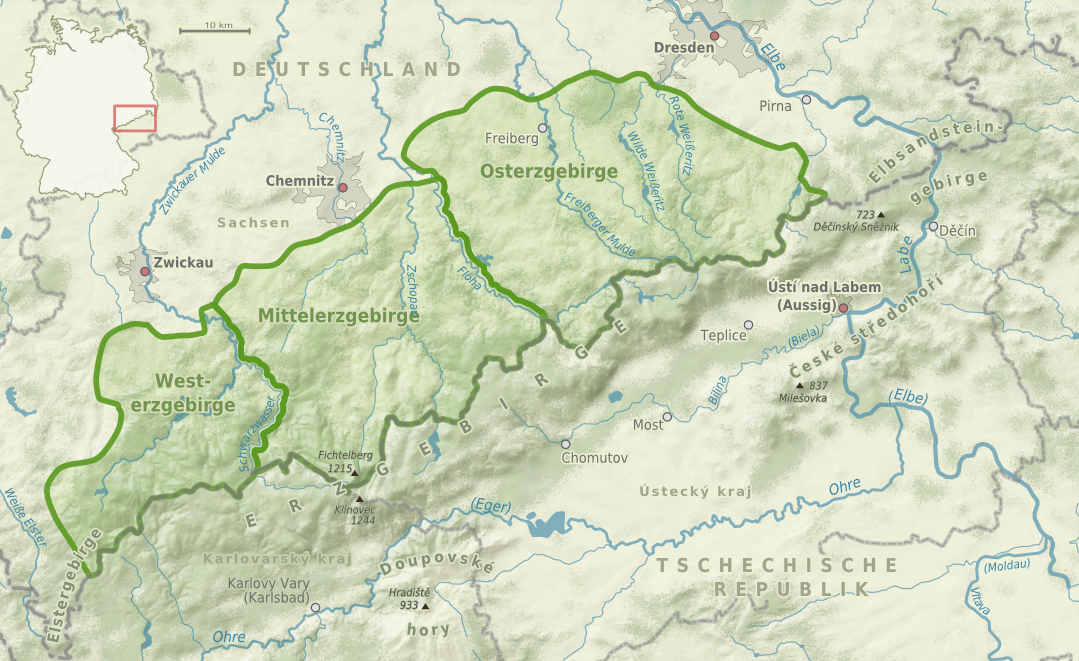
Karte der Naturräume im Erzgebirge

Das Westerzgebirge ist als westlichster Teil des Erzgebirges ein Naturraum in Sachsen und Teil der Übereinheit Sächsisches Bergland und Mittelgebirge. Es erstreckt sich nach Osten bis zum (noch hinzu gezählten) Tal des Schwarzwassers, bzw., nach deren Mündung, dem der Zwickauer Mulde und fasst die westlichen Teile der früheren Haupteinheiten Unteres (423) und Oberes Westerzgebirge sowie die Südabdachung des Erzgebirges (420) zusammen.
Gegenüber früheren naturräumlichen Einteilungen stellt das heutige Westerzgebirge nur den Westen des früher so bezeichneten Gebirgsteiles dar, während dessen Ostteil heute mit Mittleres Erzgebirge bezeichnet wird.
Das Westerzgebirge gehört in seinem oberen Teil dem Naturpark Erzgebirge/Vogtland an.

## Geographie
Das Westerzgebirge geht nach (Süd-)Westen hin fließend ins historische Vogtland über und beinhaltet auch einige von dessen Ortschaften, während die (keine Überschneidung zulassende) Grenze zum naturräumlichen Vogtland weitgehend der Wasserscheide zwischen den „erzgebirgischen“ Flüssen Zwickauer Mulde und, im äußersten Süden, Zwota zur „vogtländischen“ Weißen Elster folgt, wobei im mittleren und südlichen Verlauf diese Grenze etwas nach Westen verlagert ist, d. h. die Quellgebiete der östlichen Elster-Zuflüsse noch dem Erzgebirge zugerechnet werden.
Nach Norden schließt sich das flachwellige Erzgebirgsbecken mit der Stadt Zwickau an, während sich das Gebirge nach Süden auch jenseits der Grenze zu Tschechien fortsetzt. Die Staatsgrenze folgt weitgehend dem Kamm des Gebirges, der nach Südwesten beiderseits der Grenze im Elstergebirge ins naturräumliche Vogtland übergeht. Der 805 m hohe Hohe Brand, der landläufig dem Elstergebirge zugerechnet wird, da er sich südwestlich der Zwota befindet, gehört naturräumlich noch zum Westerzgebirge.
Im Süden findet sich der auf sächsischem Boden höchste Punkt mit dem Auersberg (1019 m NN) nordwestlich von Johanngeorgenstadt, der südöstlich dieser Stadt und jenseits der Staatsgrenze noch vom 1043 m hohen Blatenský vrch (Plattenberg) überragt wird.

## Orte
Nachfolgend sind alle Städte und Gemeinden aufgeführt, die ganz oder teilweise Anteil am Westerzgebirge haben. Orte, die dem historischen Vogtland angehören, sind mit einem Stern (*) gekennzeichnet.
- Aue (Mitte und Westen)
- Auerbach* (nur kaum besiedelte Südosthälfte)
- Bad Schlema
- Bockau
- Breitenbrunn (nordwestliche Gemeindeteile)
- Crinitzberg
- Eibenstock
- Ellefeld* (nur Südosten)
- Falkenstein* (nur unbesiedelter Südostzipfel)
- Grünbach*
- Hartmannsdorf bei Kirchberg
- Hartenstein (bis auf unbesiedelten Osten und den äußersten Nordwesten)
- Hirschfeld
- Johanngeorgenstadt
- Kirchberg (bis auf den äußersten Südwesten)
- Klingenthal*
- Langenweißbach
- Lauter
- Lengenfeld* (nur äußerster Nordosten)
- Markneukirchen* (äußerster Nordosten und Osten mit Osthälfte der Besiedlung Erlbachs)
- Muldenhammer*
- Neustadt* (nur unbesiedelter Süd(ost)en)
- Oelsnitz/Erzgeb. (nur Südosten)
- Rodewisch* (nur unbesiedelter, äußerster Südosten)
- Schneeberg
- Schöneck* (bis auf einen schmalen, unbesiedelten Streifen an der Westflanke)
- Schönheide
- Schwarzenberg (Mitte und Westen)
- Stützengrün
- Steinberg* (bis auf äußersten Nordwesten)
- Werda* (nur Südosthälfte)
- Wildenfels (bis auf den Norden)
- Zschorlau
- Zwota*